# Семьяна
Семьяна (итал. Semiana) — коммуна в Италии, находится в регионе Ломбардия, в провинции Павия.
Население составляет 255 человек (2008), плотность населения составляет 28 чел./км². Занимает площадь 9 км². Почтовый индекс — 27020. Телефонный код — 0384.
Покровителями коммуны почитаются святые Ипполит и Кассиан, празднование в последнее воскресенье сентября.

## Демография
Динамика населения:

## Администрация коммуны
- Официальный сайт: